# Haplopteris amboinensis
Haplopteris amboinensis là một loài dương xỉ trong họ Pteridaceae. Loài này được Fée X.C.Zhang mô tả khoa học đầu tiên năm 2003.